# Горіхівська балка
Горіхівська балка — заповідне урочище місцевого значення. Об'єкт розташований на території Новоукраїнського району Кіровоградської області, поблизу с. Воронівка.
Площа — 22,6 га, статус отриманий у 1993 році.